# Каслгар (Британска Колумбија)
Каслгар (енгл. Castlegar) је град у Канади у покрајини Британска Колумбија. Према резултатима пописа 2011. у граду је живело 7.816 становника.

## Становништво
Према резултатима пописа становништва из 2011. у граду је живело 7.816 становника, што је за 7,7% више у односу на попис из 2006. када је регистровано 7.259 житеља.
| 2006. | 2011. |
| ----- | ----- |
| 7.259 | 7.816 |